# École supérieure des sciences commerciales d'Angers
L'École supérieure des sciences commerciales d'Angers o ESSCA è una business school fondata a Angers nel 1909. La scuola è costituita da otto campus: Angers, Boulogne-Billancourt, Lione, Bordeaux, Aix-en-Provence, Budapest e Shanghai.